# Día Internacional de la Mujer Indígena
El Día Internacional de la Mujer Indígena es una conmemoración instituida en 1983 durante el Segundo Encuentro de Organizaciones y Movimientos de América, para centrar y visibilizar la atención en las mujeres indígenas, su historia, su situación y sus perspectivas.

## Historia
La fecha fue designada como homenaje a Bartolina Sisa, mujer dirigente indígena aimara que fue asesinada el 5 de septiembre de 1782 tras liderar una sublevación indígena contra la corona española. La sublevación llevó al establecimiento de un cerco a la ciudad de La Paz en 1781.

## Conmemoración
Durante esta fecha colectivos, organizaciones sociales, organismos internacionales y autoridades gubernamentales se manifiestan haciendo énfasis en las condiciones de vida actuales de las mujeres indígenas. Así como realzando la información acerca del aporte de las mismas en la sociedad en todos sus ámbitos en el presente y durante toda la historia.
A lo largo de 40 años de la Convención y después que han pasado cuatro conferencias mundiales sobre la mujer, cuando uno analiza, ciertamente creo que ha habido avances. No se pueden desconocer. Avances, sobre todo, en visibilización, en la importancia de los derechos de las mujeres como derechos humanos. Estamos a 25 años de la conferencia de Viena que dejó expresamente que los derechos de las mujeres son derechos humanos. Magalys Arocha (2018)

### Conmemoración por país

#### México
En México, el gobierno se comprometió a impulsar y promover a partir del respeto a sus culturas, tradiciones e instituciones los derechos culturales, económicos y sociales mediante del Convenio 169 sobre Pueblos Indígenas y Tribales con la participación de las decisiones que les afecten y beneficien.

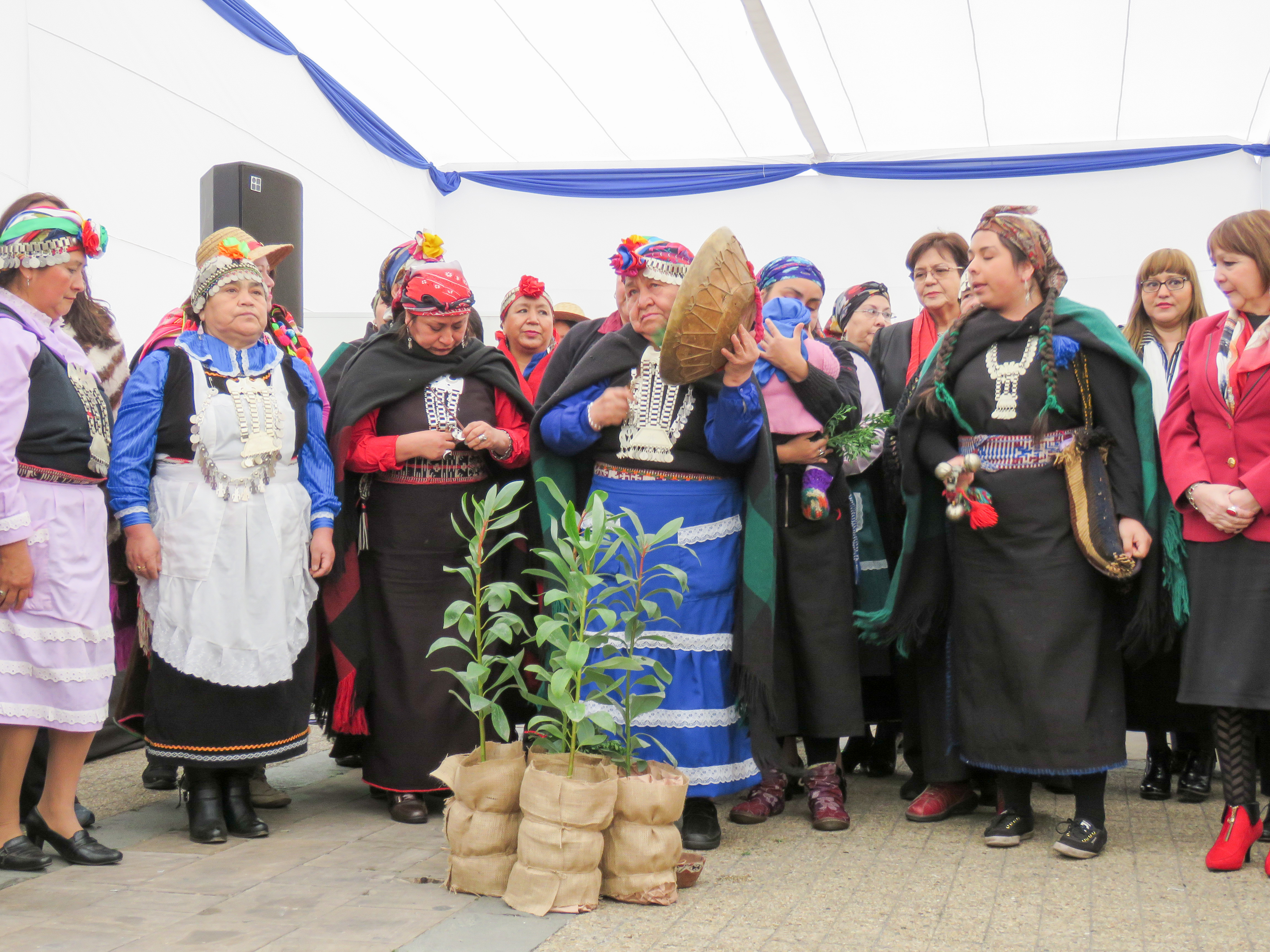
Mujeres participantes en la VI Expoferia Mujeres Indígenas en la Ciudad de México, México

Cuando una niña/o pierde su arraigo e identidad, también pierde el pueblo, ya que ellas/os representan la continuidad de la identidad, de las raíces, de las prácticas culturales, y la continuidad de ser pueblo indígena, y no podemos seguir perdiendo más niñas/os y jóvenes por cosas como el racismo y las expresiones de discriminación. Laura Hernández

## Instrumentos legales
- Convenio 169 de la Organización Internacional del Trabajo sobre Pueblos Indígenas y Tribales en Países Independientes
- Declaración de las Naciones Unidas sobre los Derechos de los Pueblos Indígenas